# Чисмена (станция)
Чи́смена — железнодорожная станция Рижского направления Московской железной дороги в одноимённом посёлке Волоколамского района Московской области. Входит в Московско-Смоленский центр организации работы железнодорожных станций ДЦС-3 Московской дирекции управления движением. По основному характеру работы является промежуточной, по объёму работы отнесена к 4 классу.

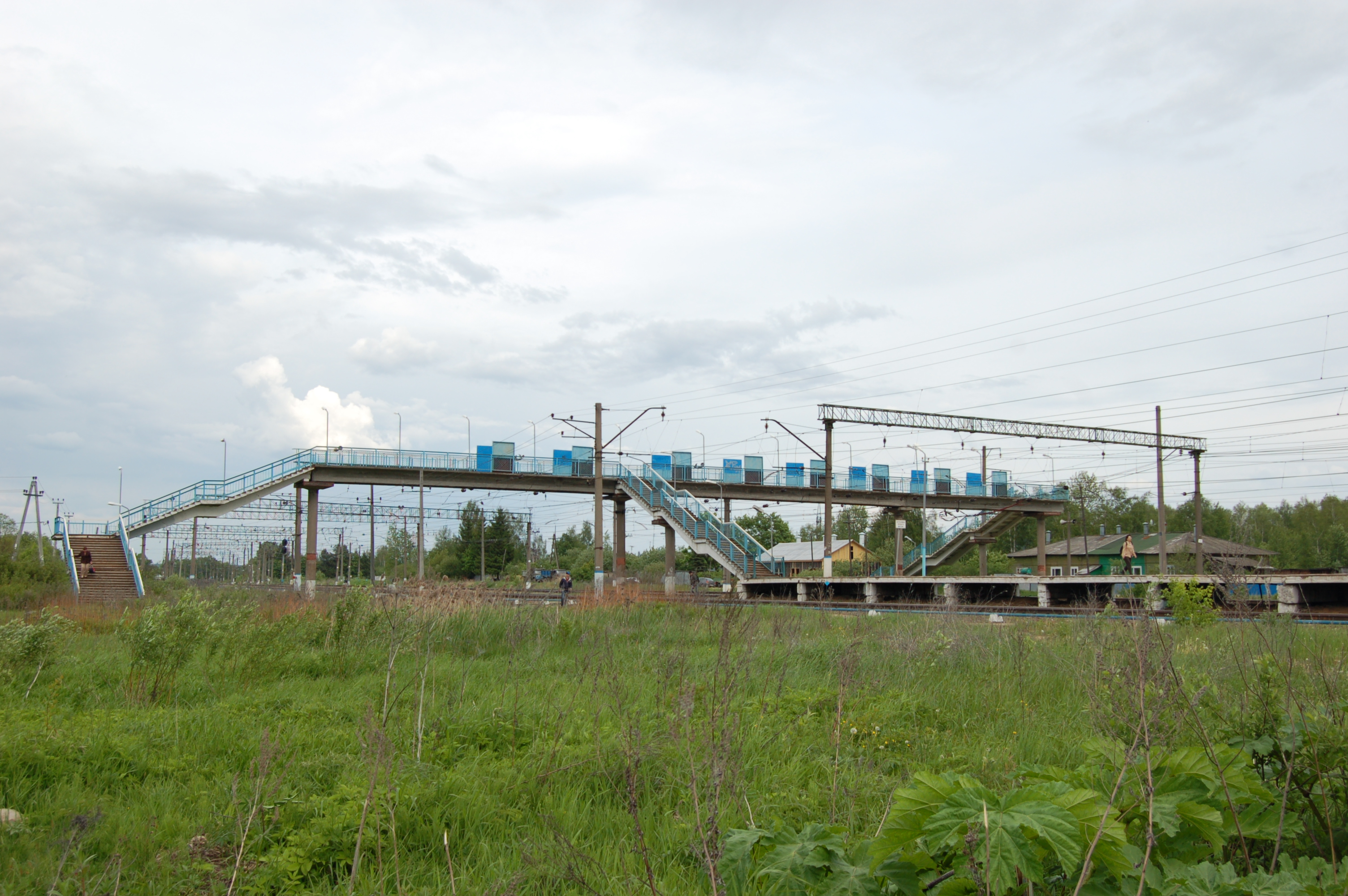
Мост через железнодорожные пути

Для перехода линий и выхода с них оборудована перекидным пешеходным мостом. Билетная касса расположена на автобусной остановке «Станция Чисмена».
Замыкает 11 зону Рижского пригородного направления.
Ранее являлась грузовой станцией 3 класса.
Рядом со станцией проходит автодорога Теряево — Чисмена (ответвление от автодороги Р107 Лотошино — Масленниково — Клин), а в километре к югу — Волоколамское шоссе.
В трёх с половиной километрах на юго-восток от станции расположена гоночная трасса Moscow Raceway, открытая в 2012 году. В дни соревнований организаторы пускают бесплатные автобусы от станции до северного прохода к трассе. Также назначаются дополнительные электропоезда маршрута Москва-Рижская — Чисмена.